# Gheorghe Dima
Gheorghe Dima (Brașov, 10 ottobre 1847 – Cluj-Napoca, 4 giugno 1925) è stato un compositore romeno.

## Biografia
Dima fu un allievo di Ferdinand Heinrich Thieriot a Graz e del Conservatorio di Lipsia. Nel 1881 divenne direttore della Società musicale romena di Sibiu, nonché docente di musica nel seminario ortodosso locale e maestro di cappella. Numerose sue composizioni furono date alle stampe.
A lui è intitolata l'accademia musicale di Cluj-Napoca.